# Jean-Marie Cuoq
Pour les articles homonymes, voir Cuoq.
 (août 2023).

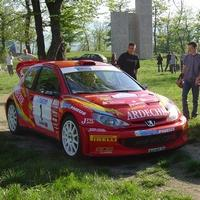
Jean-Marie Cuoq au rallye de la Ville d’Annonay 2005 avec sa 206 WRC.

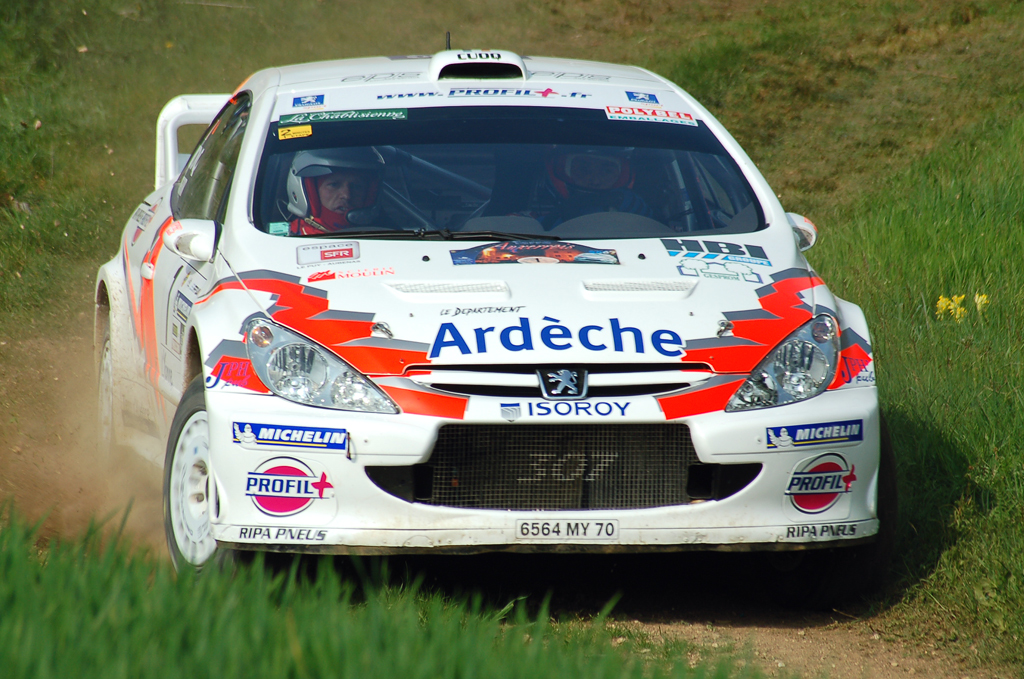
Jean-Marie Cuoq au rallye Terre de l’Auxerrois 2007 avec sa 307 WRC.

Jean-Marie Cuoq est un pilote de rallye français, né le 21 septembre 1968 à Saint-Agrève (07). Il est titré huit fois champion de France des rallyes terre et deux fois sur asphalte.

## Biographie

### 1998 à 2003 - Coupe de France et Trophée Ferodo
Sur le plan national, Jean-Marie Cuoq s’illustre tout d’abord en remportant la Finale de la Coupe de France des Rallyes 1998, qui se déroule à Tournus, avec sa Renault Mégane Maxi. Sa deuxième victoire importante a lieu au Rallye du Rouergue 2001 sur sa Peugeot 306 Maxi, épreuve comptant pour le Championnat de France des rallyes. 
Jean-Marie Cuoq est également le vainqueur de la Coupe de France des Rallyes 2003 avec sa Citroën Xsara Kit-Car.

### 2004 à 2006 - Championnat de France des Rallyes Terre
Il obtient le titre de Champion de France des Rallyes sur terre 2005 avec sa Peugeot 206 WRC, titre remporté une nouvelle fois en 2006 à bord de sa Peugeot 307 WRC.  
Jean-Marie Cuoq gagne son deuxième rallye en Championnat de France Asphalte en 2006 au Rallye du Touquet, et son 3e au Critérium des Cévennes la même année, 5 ans après sa victoire au Rallye du Rouergue. 

### 2007 - WRC et Championnat de France Asphalte et Terre
En janvier 2007, Jean-Marie Cuoq participe au 75e Rallye Monte-Carlo qui fait son retour en Ardèche après 10 ans d’absence. Il termine le rallye à la 9e place derrière les pilotes de pointe du WRC, signant un 6e temps scratch dans Saint-Bonnet devant Sébastien Loeb et un 3e temps scratch dans St-Martial - Le Chambon-Beleac de nuit.
Il participe aussi aux deux Championnats de France (Asphalte et Terre).

### 2008 / 2009 - Suspension de licence
Il participe au Rallye Monte-Carlo 2008 au volant de sa 307 WRC.
Le 6 février 2008, Jean-Marie Cuoq et David Marty (son copilote) sont déchus de leur titre de Champions de France des rallyes Asphalte par la FFSA, pour avoir eu un carnet de notes de l’année précédente dans l’habitacle de la voiture de reconnaissance, lors des reconnaissances du Rallye du Var. 
Ils sont également suspendus de toutes licences de compétition automobile pour une durée de 24 mois dont 12 assortis du sursis, en raison d’infractions répétées à la réglementation des reconnaissances lors du Championnat de France des rallyes 2007 (les reconnaissances illicites sont fortement pénalisées dans le monde des rallyes). Lors de la convocation par la FFSA le 24 janvier 2008, David Marty a avoué que l’équipage s’est livré à des reconnaissances illicites sur plusieurs épreuves du Championnat de France des rallyes Asphalte 2007 

### 2010 / 2011 - Retour à la compétition

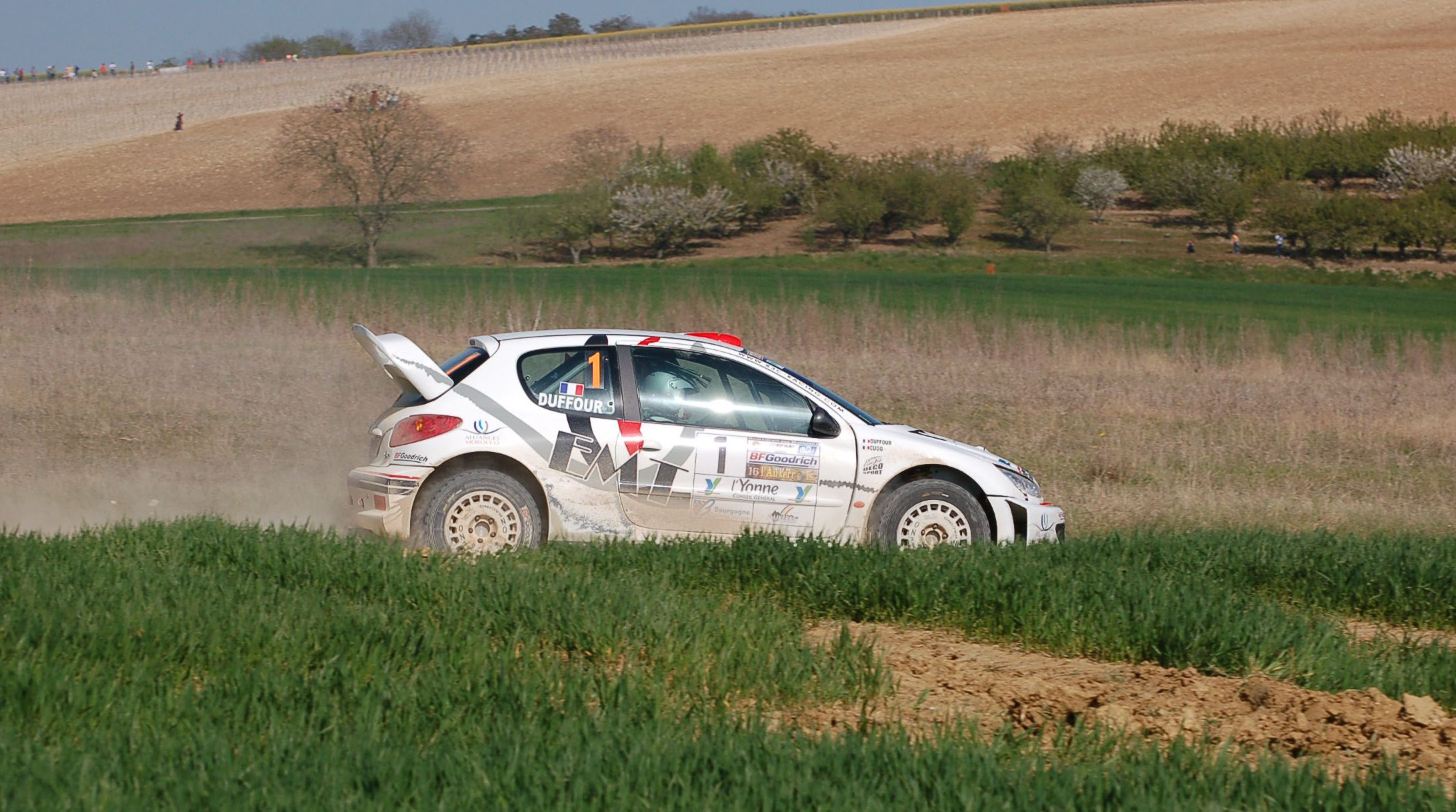
Jean-Marie Cuoq au rallye Terre de l'Auxerrois 2010

En 2010, le team Rallye Cuoq dispose d’une 206 WRC, de deux 307 WRC et de la Ford Focus de Laurent Carbonaro. Jean-Marie Cuoq utilise majoritairement la 206 en Championnat de France des rallyes sur Terre et la 307 en Championnat mondial. En 2010, il gagne plusieurs courses de son programme en championnat de France des rallyes terres et remporte le championnat 2010 sur une 206 WRC.
En 2011, il participe à quelques épreuves de la Coupe de France des rallyes sur sa Peugeot 306 Maxi, et fait son retour en championnat Asphalte lors du Critérium des Cévennes sur une Peugeot 206 WRC. Sa mécanique le contraint à l’abandon alors qu’il était en tête.

### 2012 - Retour en championnat de France

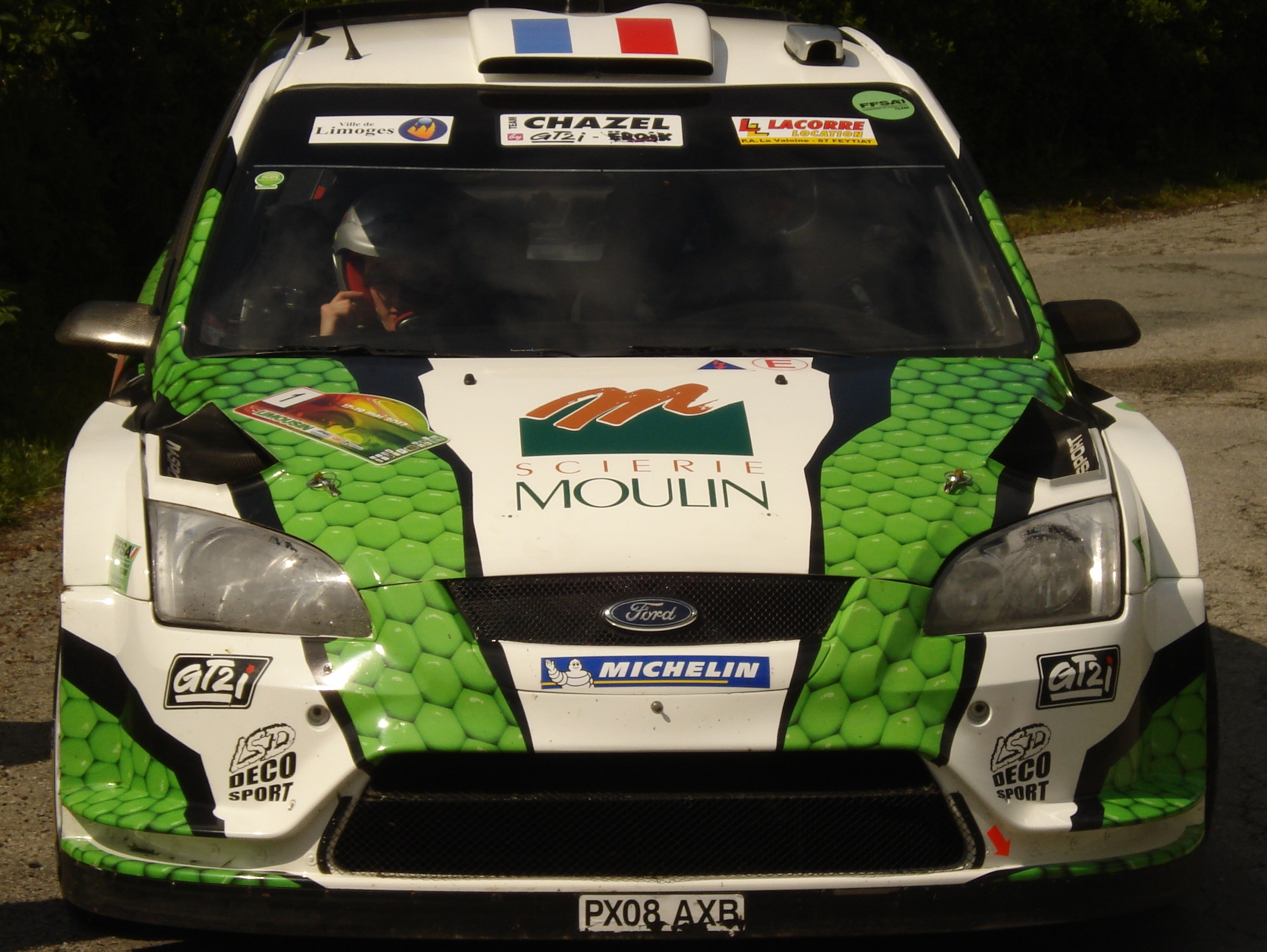
La Ford Focus au rallye du Limousin 2012

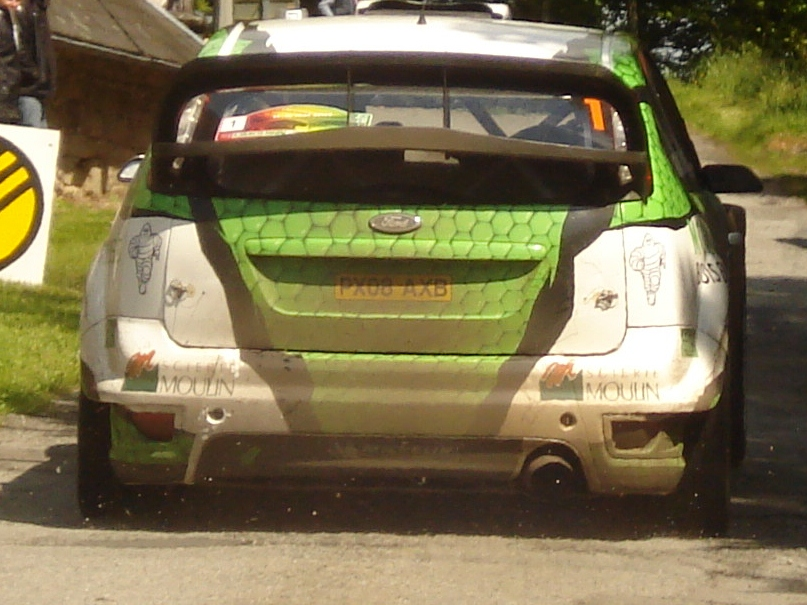
La Ford Focus au rallye du Limousin 2012

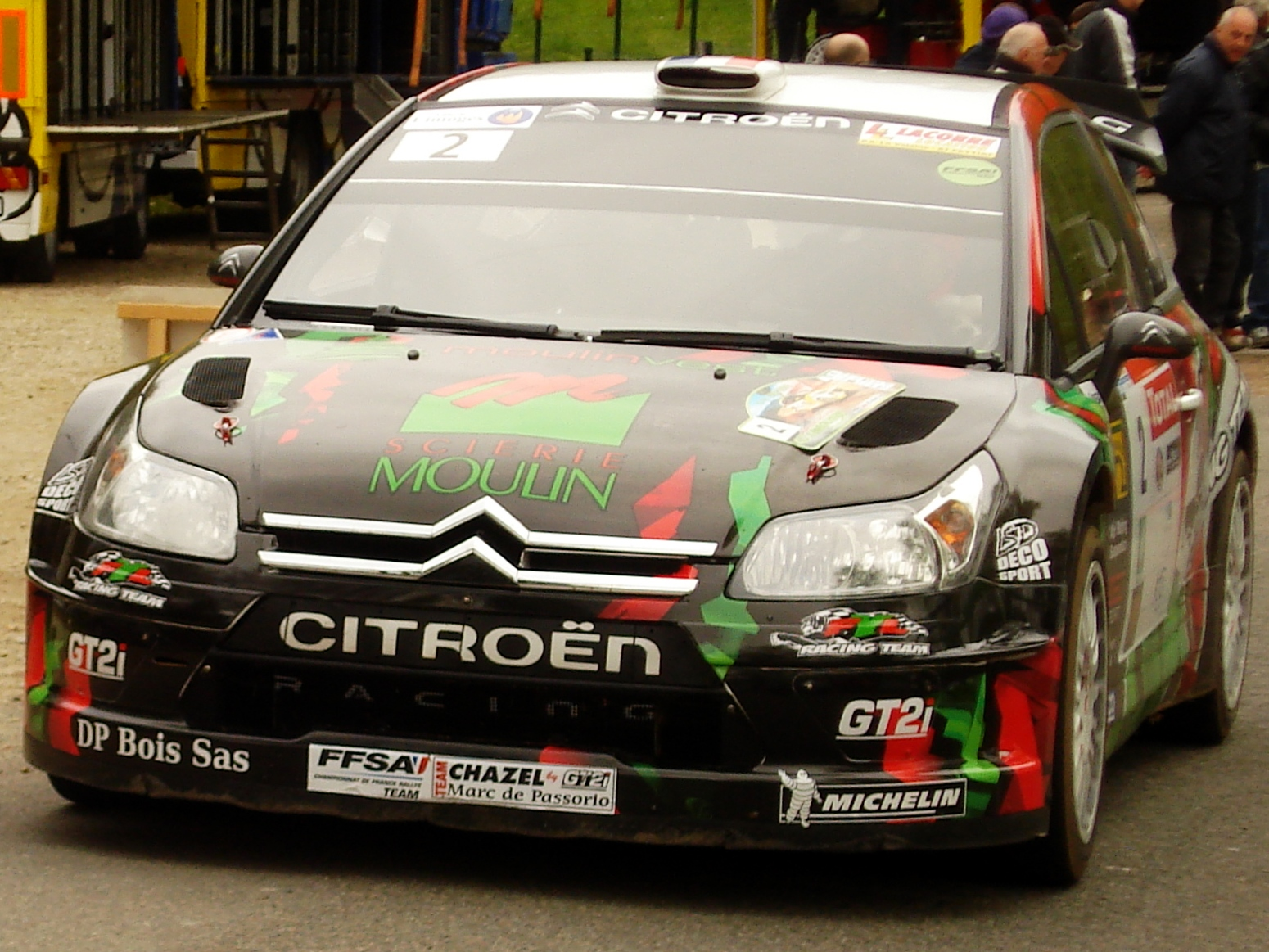
Jean-Marie Cuoq au rallye du Limousin 2013 avec sa Citroën C4 WRC.

Après sa performance au rallye des Cévennes en 206 WRC, Jean-Marie Cuoq effectue son « vrai » retour en championnat de France des rallyes en 2012 avec une Ford Focus RS WRC. Il devient Champion de France des rallyes lors de l'avant dernière épreuve de la saison, le rallye des Cévennes au volant de sa Ford Focus WRC.

### 2013 - Participation aux championnats de France Terre et Asphalte
En 2013, il change de monture pour adopter une Citroën C4 WRC. Il entame la saison par une seconde place au rallye du Touquet, puis encore une autre au rallye Lyon-Charbonnières, avant de décrocher une première victoire au rallye du Limousin. Il abandonne au rallye des Vins de Mâcon puis décroche une deuxième victoire de la saison au rallye du Rouergue. Il doit de nouveau abandonner au rallye du Mont-Blanc, qui marque la fin de sa participation au championnat de France Asphalte.
Pendant ce temps sur la terre, il abandonne sur sortie de route au rallye Terre des Causses avant de terminer second au rallye Terre de Langres derrière Weijs Hans, mais celui-ci ne marquant pas de points au championnat, Cuoq prend les points de la victoire. Il gagne au rallye Terre de l'Auxerrois puis termine deuxième au rallye Terre de Lozère. En gagnant au rallye Terre des Cardabelles ainsi qu'au rallye Terre de Vaucluse, il décroche son cinquième titre de champion de France sur terre.

## Palmarès

### Titres
- Champion de France des rallyes Asphalte en 2012 et 2015
- Champion de France des rallyes sur Terre en 2005, 2006, 2007, 2010, 2013, 2014, 2015 et 2016
  - Vice-champion de France des rallyes sur Terre en 2004,
  - 3e du championnat de France des rallyes en 2003 et en 2013 (4e en 2006).

(NB: seuls avant lui Jean-Luc Thérier et Bruno Saby ont réussi à remporter à la fois les titres nationaux Asphalte et Terre)

### Victoires
- Vainqueur de la Finale de la Coupe de France des rallyes en 1998 (Tournus), et 2003 (Limoges).

(2e de la finale de la Coupe de France en 2000 (La Ciotat))
- Championnat de France des rallyes Asphalte (13 victoires):
  - Rallye du Rouergue en 2001[3], 2012[4] et 2013[5],
  - Rallye du Touquet en 2006, 2007 et 2015,
  - Critérium des Cévennes en 2006 et 2012,
  - Rallye Alsace-Vosges en 2007,
  - Rallye du Mont-Blanc en 2007,
  - Rallye du Var en 2007,
  - Rallye du Limousin en 2013,
  - Rallye Lyon-Charbonnières en 2015,

(NB: le titre de champion de France Asphalte 2007 ne lui est pas attribué, à la suite de son déclassement en raison d'infractions à la réglementation des reconnaissances)
- Championnat de France des rallyes Terre (39 victoires):
  - Rallye Terre de l'Auxerrois en 2004, 2005, 2006, 2007, 2010, 2013 et 2015,
  - Rallye Terre des Cardabelles en 2004, 2005, 2007, 2009, 2010, 2013, 2014, 2015 et 2016
  - Rallye Terre de Provence en 2004, 2005, 2006 et 2007,
  - Rallye Terre de Langres en 2005, 2006, 2007, 2009, 2010, 2014, 2015 et 2016
  - Rallye Terre des Causses en 2005, 2006, 2010, 2014, 2015 et 2017
  - Rallye Terre de Vaucluse en 2009, 2013 et 2014,
  - Rallye Terre de Lozère en 2014 et 2017,

### Championnat du monde des rallyes
- 7e place au Rallye Monte-Carlo 2008,
- 9e place au Rallye Monte-Carlo 2007.

### Autres victoires notables (nationales et régionales)
- Vainqueur du Rallye de la Côte Fleurie : 2002, 2015, 2022
- Vainqueur du Rallye des Monts Dôme : 1998, 1999, 2002, 2003, 2014, 2015, 2017, 2019, 2021
- Vainqueur du Rallye du Forez : 2001, 2003, 2006, 2014, 2015; et 2019
- Vainqueur du Rallye d'Automne : 2021 et 2022
- Vainqueur du Rallye Régional des Trois Châteaux : 2000 et 2005.
- Vainqueur du Rallye du Haut-Lignon (recordman de l’épreuve ) : 2019 , 2021 , 2022 , 2023 et 2024.